# Sastavci
Sastavci (en serbe : Саставци) est un village de Bosnie-Herzégovine situé au nord-est de l'enclave de Međurečje, qui dépend de la municipalité de Rudo en république serbe de Bosnie.